# Malhun
Il malhun (in arabo الملحون‎?, al-malḥūn), che significa "poesia melodica", è un genere musicale nato in Marocco. Si compone di poesie cantate, tipiche dell'ambiente maschile della classe operaia delle corporazioni di artigiani.

## Origini
Il malhun emerse per la prima volta come pura creazione letteraria, emerse come un'arte poetica conosciuta oggi in Marocco con il nome di qaṣīda o zajal. Si sviluppò nell'oasi di Tafilalet nel XV secolo prima di estendersi ad altre parti del Maghreb.
La mal'aba è considerata la più antica forma conosciuta del malhun erisale all'epoca merinide (XIV secolo); il mal'aba descrive il tentativo di unione del Maghreb da parte del sultano Abu l-Hasan 'Ali ibn 'Uthman, scritto in arabo marocchino, rappresenta le origini del moderno malhun. Ibn Khaldun lo menziona alla fine del suo Muqaddima come una delle principali liriche epiche del mala'ib.

## Stile
La qasida del malhun si basa su due elementi essenziali: le aperture che lo precedono e le parti di cui è composto. I versi dell'aqsam cantati dal solista interrotti dal ritornello harba. L'harba, la cui origine risale al XVI secolo, è un ritornello ripreso in mezzo ai versi. Un altro ritornello chiamato dridka è una forma semplificata di harba, partendo da un ritmo accelerato per annunciare la fine della qasida.

## Figure principali
Tra gli autori di malhun si citano Abdelaziz al-Maghrawi e Abderrahman El Majdoub (vissuto nel XVI secolo), famoso per le sue quartine mistiche. Nel XVIII e XIX secolo il Marocco conobbe un gran numero di poeti che, da Fès, Meknès o Marrakech, diffondevano poesie popolari che adottarono il malhun. Esempi sono Qaddur al-Alami e Thami Midaghri.
Nel XX secolo figure di spicco includono Houssein Toulali e Zohra Al Fassiya.